# Rugby
Rugby je obchodní město ve Warwickshiru v centrální Anglii na řece Avona. Leží 24 km na východ od Coventry. Ve městě žije přibližně 71 tisíc obyvatel.
Město je nejvíce ve světě známé tím, že zde vznikl sport ragby. Legenda říká, že hru vymyslel William Webb Ellis v roce 1823 v Rugby School, která se nedaleko města nachází.

## Historie
Oblast okolo města byla osídleno nejspíše již od doby železné a několik kilometrů daleko se nacházelo římské osídlení známé jako Tripontium v oblasti dnešního města. Původně bylo Rugby malá anglosaská zemědělská usedlost, která je zmiňována v Knize posledního soudu z roku 1086 jako Rocheberie.
V roce 1567 byla poblíž města založena Rugby School z peněz Lawrence Sheriffa, zdejšího rodáka, který se odstěhoval do Londýna.

## Partnerská města
- Évreux, Francie
- Rüsselsheim, Německo